# 第一次大马士革农村省攻势
大马士革农村省冲突（即第一次大马士革农村省攻势）是指在叙利亚首都大马士革及其周边地区的一系列骚乱和冲突。这场冲突开始于2011年11月，在2012年3月陷入僵局。这场冲突是叙利亚内战的一部分。一开始，在大马士革郊区以及市区发生了一系列亲政府和反政府的抗议活动，在11月份叙利亚自由军（FSA）开始针对政府军目标发动袭击之后，局势严重恶化。
据称在2012年1月，大马士革农村地区和大马士革郊区的部分地区开始被反对派武装控制。2012年1月27日，叙利亚政府军发动了一场军事行动，夺回了大马士革的郊区以及扎巴达尼，这场攻势在2月11日结束。但是，行动之后战斗仍在继续。在2月15日，FSA开始试图招募新的成员并试图混在反对派抗议示威者之中。在政府军的行动之后反政府的抗议活动仍在继续。
2012年3月12日，据报道政府军与FSA首次在大马士革市中心发生大规模冲突。到了当年4月，在联合国特使科菲·安南的斡旋之下双方达成一项缺乏约束力的停火协议。但是，在停火协议失效之后，到了2012年7月，反对派武装突然攻入大部分大马士革的郊区以及周边的农村地区，发动了大马士革之战。

## 2011年的骚乱以及冲突
7月15日，亲政府的沙比哈民兵向抗议示威者开火，在当天打死了23名示威者。有更多的示威者在10月和11月被射杀。有超过10名抗议示威者在大马士革市郊被打死，其中包括一名14岁的男孩。
有14人在政府军挨家挨户的搜查行动以及大马士革市郊的抗议活动中丧生。一名在大马士革市郊的哈斯塔拉的活动人士（他自称自己名为Assem）声称有3名逃兵被杀，这三人所在的部队曾在al-Zar街区一场有1500到2000人参与的抗议示威活动中向人群发射实弹。他还补充道：“警察部队无法镇压示威活动，在共和国卫队和第四装甲师被派去镇压的时候有8名士兵变节。”

### 2011年11月
11月16日，根据反对派的消息，叙利亚政府军的变节者袭击了哈斯塔拉的一处军事情报机构办公室，打死6名政府军，打伤超过20人。“叙利亚地方协调委员会发言人Omar Idlibi说：“在袭击中FSA使用了火箭炮和RPG。”据报道所有参与袭击的变节者在袭击过后都回到了反对派阵营。其他针对在杜马（Douma）、加本（Qaboun）、阿拉宾（Arabeen）和萨克巴（Saqba）的军事检查站的袭击导致3名政府军丧生。一名俄罗斯官员声称在大马士革发生的冲突使得这场内乱“变得更像内战”。
11月20日，据报道在大马士革市中心传出一次巨大的爆炸声。据报道当时有政府军变节者对叙利亚执政党“阿拉伯复兴党”办公室发动了一起手榴弹袭击事件。FSA之后声称对这起袭击负责，并声称他们向这处办公室发射了两枚RPG。

### 2011年12月
2011年12月，半岛电视台发表文章，声称在大马士革郊区每天晚上都有示威者聚集起来支持FSA。但这篇文章并没有使任何人聚集到大街上，文章也被证实是虚假消息并被撤下网站。
12月4日，阿拉伯叙利亚通讯社（SANA）报道称当天为13名阵亡的士兵举行了一场送葬仪式。据称这些人是在大马士革市郊执勤的时候殉职的。
12月9日，人权组织声称安全部队在对霍姆斯和大马士革市郊打死多人，其中包括两名10几岁的儿童。12月13人，又有一人被安全部队打死。
12月23日，叙利亚国家电视台报道称自杀式袭击者在大马士革的安全部队营区制造了两起爆炸袭击事件，据报道至少有44人丧生，55人受伤。国家电视台声称有數名士兵和大量平民被炸死，而准确数字无法被查明。
12月29日，安全部队在大马士革市郊的杜马的一座清真寺外向数万名正在举行抗议示威活动的人群开火，事发地区距离一座据信当时阿盟监督人员正在视察的市政建筑很近。至少4名示威者丧生。SOHR领导人拉米·阿卜杜勒·拉赫曼声称事发当时大约20000人正在杜马市大清真寺外举行抗议活动、他说事发时在距清真寺不远处的一处市政建筑门口停有属于阿盟正在观察员的车辆。拉赫曼及一些其他活动人士声称在这起事件之后，当地局势急剧恶化，阿盟组织的观察员也被安全部队禁止进入杜马市。

## 2012年

### 2012年1月
1月4日，叙利亚国有的大马士革电台记者及主持人以及Al-Thawra日报编辑Shukri Abu al-Burghul在其位于大马士革市郊德拉雅的家中被不明身份的枪手射杀，这起谋杀旨在湮灭亲政府的舆论。叙利亚国家电视台报道称他是被武装恐怖分子杀害的。
1月6日，SANA宣称一处警察部门大楼或情报部门大楼遭到自杀式爆炸袭击者攻击，导致至少26人丧生。但是反对派将这起事件的矛头指向叙利亚政府，声称“这起袭击事件是一场叙利亚政府主导的阴谋，以阻止数千名正计划在该地举行旨在呼吁国际社会介入叙利亚内战、设立禁飞区并终结现政权的集会”。之后SANA报道称Mohammed Abdul-Hamid al-Awwad将军的死讯，声称他是在领导大马士革附近古塔地区工作时遭遇暗杀的。他的驾驶员在暗杀中受伤。驾驶员说：“当时我们正准备驶往将军领导下的部队驻地，我们看见在路的右边有辆出租车……这辆出租车随后追了上来并堵住了我们的去路。随后4名枪手开始向我们射擊。将军头部中枪，而我也受伤了。”
1月7日，据报道有14名抗议示威者在一起路边炸弹和一起反政府示威中丧生。
1月12日，一辆政府军的巴士在大马士革郊外遭到路边炸弹及枪手的袭击，导致4名政府军丧生，8人受伤。据叙利亚政府报道，当天还有6名政府军，其中包括1名上校在大马士革农村省内的战斗中丧生。
1月19日，在大马士革的al-Tadhamun街区，一名叙利亚安全部门官员被一枚安置在他车内的炸弹炸死。
1月22日，在杜马市郊的冲突中两名政府军军官、1名士兵以及1名政府军变节者丧生。
大马士革周边的农村地区逐渐被反对派武装控制。在哈拉斯塔的一处警察医院，工作人员声称大马士革农村省的大部分地区已经不受叙利亚政府控制，武装分子绑架和杀害那些与当地政府有关的人员。一名医生说：“任何属于政府的车辆都无法在哈斯塔拉镇内行駛，我们这些医生无法出行。他們在一周之前劫走了一辆属于我们的轿车。”
1月23日，根据叙利亚政府的说法，在大马士革郊外Hassan Abdullah al-Ibrahim准将和一名一级准尉所乘的轿车遭到袭击，两人遇害。

### 叙利亚政府军的攻势
1月27日，叙利亚政府军对杜马市发动猛攻。
1月28日，7名政府军在大马士革郊外丧生，这些人当时遭遇了伏击。之后SANA报道称一辆载有政府军军官的巴士在杜马附近遭遇伏击，导致7名政府军军官丧生。
1月29日，政府军发动了一场旨在夺回大马士革部分郊区的攻势。业余人士拍摄的录像显示政府军的坦克正在驶向古塔和扎马拉克。古塔在历史上就是反对阿萨德政府的异见人士的聚集地，而政府军的镇压行动似乎是“为了避免类似与发生在开罗解放广场那样的大规模运动发生”。根据活动人士的说法，有14名平民和5名反对派武装分子在政府军的炮击中丧生。在攻势中有2000名政府军和50辆坦克参与了行动。但是，政府军遭遇了激烈抵抗，6名政府军（包括两名军官）在反对派控制的Sahnaya镇丧生，还有6人受伤。当时他们乘坐的巴士遭到了遥控炸弹的袭击。一些活动人士声称在大马士革的战斗沒有不寻常，而城内没有政府军的坦克在活动，还有其他活动人士声称此时的战斗“是过去10个月以来在首都地区发生的最激烈的战斗”。据报道在大马士革国际机场附近也爆发冲突，导致机场暂时关闭。一名活动人士从Kfar Batna镇对路透社记者说：“这是一场巷战，街上有不少尸体。”
活动人士说大马士革郊区多个地方遭到政府军的重炮和迫击炮的炮击，其中包括杜马、Saaba、Arbin和Hammourya。大马士革外围地区的一名反对派武装委员会成员Ahmed al-Khatib告诉法新社：“政府军投入越多的部队，叛变的政府军就会越多。”此时已经有4万名成员的FSA的一名发言人声称战斗发生于“政府军的一场大规模变节事件”一天之后，这场叛变中有50名军官和士兵投奔反对派武装阵营。据反对派的说法，变节的政府军中有至少两名将军和其他一些高级军官。
在两天的冲突之后，反对派方面证实政府军已经夺回了大马士革东部的部分郊区，并开始进行挨家挨户的搜查和逮捕。Hamourya被政府军夺回，而在冲突结束时Kfar Batna也被政府军攻占。FSA与政府军依旧在Saqba交战。但是FSA成功夺回了杜马市。并在战斗中摧毁了1辆坦克和打死三名政府军狙击手。政府军在古塔的攻势中损失了11名士兵，另有6名平民丧生。
1月30日，政府军扩大了在古塔地区的控制地盘，战斗的激烈程度也随之减弱了。政府军还在Saqba取得进展。一名活动人士声称FSA撤出了Saqba的郊区，而政府军在Hammourya逮捕了200名反对派成员。根据反对派提供的数据，当天共有19名平民和6名FSA武装分子丧生，而在当地爆发冲突以来的三天里有超过100人丧生。在战斗之后，FSA武装分子撤到了大马士革方圆10公里范围内的一些未经确认的据点。
1月31日，叙利亚政府军继续推进以试图粉碎该地区FSA最后的残余势力。政府军在坦克的支援之下占领了那些FSA已经撤出的据点。活动人士声称大马士革郊区正在处于未经正式宣布的宵禁状态。政府军在Arbin进行抓捕行动，逮捕那些被怀疑是反对派的人。一些平民不服从宵禁命令，这些人还在大马士革市中心挂起了反对派的旗帜。

### 2012年2月
2月1日，叙利亚政府军扩大了清剿行动的范围，更多的部队被部署到大马士革北部的卡拉蒙山区。在更北的地方，占领兰库斯（Rankous）的政府军开始试图将控制权扩大到该市周边的农村地区。在大马士革东部的Mesraba活动人士报告称政府军的狙击手被部署到该地，并且当地的街道上也有坦克部署。在位于大马士革北部的Wadi Barada战斗中，叙利亚地方协调委员会起初报道称有12人，其中包括6名FSA武装分子在战斗中丧生。其中有4人死于政府军坦克的炮击，政府军正试图将在该地区活动的FSA武装分子清除出去。一名反对派武装的发言人则将当地的死亡数字推高到15人。之后，地方协调委员会将该地区FSA武装分子的死亡人数推高到14人。该组织还错误地指出政府军在Wadi Barada的供水系统中下毒。这则消息无法被独立地证实并且没有媒体给出过相关的报道。在Moadhamieh地区的战斗中据报道有1名FSA武装分子丧生。根据SOHR的报道，Deir Kanoun和Ein al Fija镇也遭到了政府军的进攻。SANA报道称在大马士革郊外Rajeh Mahmoud将军与另外3名政府军士兵遇袭身亡。
在大马士革东部的Saqba，这座城镇在之前的和平的反政府示威活动过后已经很快被数十名蒙面的FSA武装分子控制。FSA还试图抵御叙利亚政府军的夺回行动，但之后FSA被击败。在政府军逐条街道进行的清剿行动之后，战斗逐渐平息了下来。政府军在主要路口设立了检查站，街上随处可见破坏的痕迹。很多平民的尸体被发现损伤严重，其中一些双手还被捆绑住。一名居民告诉记者他看见坦克向沿路的商铺开火，还说伊朗和黎巴嫩真主党参与了战斗，不过这一消息并没有证据。一些居民发誓一旦政府军离开，他们将继续进行抗议活动。还有一名居民指责FSA挑起了一场他们无法获胜的战斗，并声称普通民众正在为这场战斗付出代价，并且害怕未来还会有更多的战斗发生。
一家亲叙政府的黎巴嫩媒体声称政府军的攻势旨在将大马士革首都附近所有地区的反对派武装全部清除干净并建立一个安全区。一名名为Ayman Idlibi的反对派活动人士告诉记者说叙利亚政府军正准备对位于Wadi Barada北部兰库斯西部的扎巴达尼发动一场大规模攻势。
2月2日，据证实叙利亚政府军已经夺回了杜马市。而在政府军夺回该地数天之前，当地街道上就已经变得空空荡荡。政府军的变节者和大部分当地居民已经逃往了大马士革郊区。
2月10日，在大马士革，FSA在大马士革北部的加本地区与政府军发生冲突。FSA的武装分子与擁有装甲部队的政府军展开了长达4个小时的战斗。战斗中的伤亡情况不詳，至少数名FSA武装分子受伤。
2月11日，大马士革及其周边地区发生了更多战斗。SANA报道称在当天早上，Issa al-Khouli将军在离开他位于大马士革Rukn-Eddine街区的家时遭到3名枪手袭击身亡。他是大马士革一家军医院的主管。反对派武装“大马士革革命领导委员会”指责是叙利亚政府自己主导了这起暗杀事件。与此同时，在大马士革郊外的杜马市据报道也发生了战斗。在政府军进攻杜马市大清真寺并拘捕寺内多人之后，据报道有更多的战斗在杜马市发生。在此前一天加本地区的战斗中，据说当地一名活动人士被政府军开枪打死。
2月14日，SANA报道称安全部队发现了一处反对派武装的藏匿场所，并收缴了一批武器、炸弹未成品和军服。一个活动组织报道称有3名反对派武装在当天丧生。
2月15日，叙利亚精锐部队在Barzeh地区发动了一场大规模军事行动以确定反对派武装的藏匿场所，行动中有1000名政府军被部署。而随着冲突的进行，大马士革街道上也出现了FSA的成员。
2月18日，据叙利亚国家媒体报道，安全部隊在杜马市找到了一处反对派的藏匿场所，並搜獲一些枪械。同一天，据报道至少有3名抗议示威者丧生。这些人当时正在参加一场为三名在几天前丧生的3名示威者举行的大规模抗议示威及送葬仪式。在大马士革的市中心靠近叙利亚总统官邸的梅泽区（Mezzeh），当地的反政府示威活动据报道吸引了上万名亲民主派的抗议示威者。安全部队在对抗中使用了实弹和催泪瓦斯。据称有示威者在冲突中伤亡，有三人丧生。据估计有30000人参加了示威活动。
2月19日的局势较为平静，尽管当天反对派在前一天的示威活动之后呼吁在当天举行“反抗日（day of defiance）”活动。当天没有人参与活动，反对派之后声称原因是安全部队被部署到了大马士革市中心的一些地区，導致示威無法舉行。梅泽区的街道基本上空无一人。人员只要在大街上聚集在一起就会受到当局的控制，并且有一些人因此被逮捕。但是当天还是有学生在当地的学校举行抗议示威活动。

### 2012年3月
3月3日，叙利亚自由军头目里亚德·阿萨德上校告诉半岛电视台说FSA成员已经控制了大马士革农村省的多个军队仓库。他还声称“FSA在大马士革农村省打死了超过100名政府军”。但是該數字没有得到任何媒体或者负责跟进冲突中人员伤亡数字的反对派组织的证实，因為他公布的数字可能会產生反效果。里亚德·阿萨德上校的声明是在另一名FSA领导人声称FSA夺取了一处政府军基地并打死打伤100名政府军士兵之后做出的。那名FSA领导人声称他的报告在得到FSA领导层证实之前都只是初步报道。1名活动人士对新闻社说，当天在杜马市，2名反对派武装和涉嫌窝藏他们的7名平民被政府军打死。
3月10日，SOHR报道称在小镇德拉雅的冲突中有2名政府军和3名反对派武装丧生。
3月11日，SOHR报道称当天有19名政府军在伊德利卜和大马士革郊区丧生，其中7人是在伊德利卜丧生的，这也意味着其余12人是在大马士革郊区丧生的。次日，在大马士革郊区有2名反对派武装分子丧生。
3月12日，在大马士革市中心，据报道FSA和政府军第一次发生激烈交战。战斗在大马士革市中心的Rukn Al-Din地区爆发。
3月13日，SANA声称在大马士革郊外1名政府军上校遇刺身亡。
3月16日，据报道在大马士革多个郊区，FSA月政府军爆发了激烈交战。据报道3名政府军丧生。冲突之后大马士革第三次遭到汽车炸弹袭击，导致27人丧生，还有140人受傷。爆炸袭击针对的是一处空军情报机构和一处监禁中心，在死者中有多名安全部队成员。
3月18日，大马士革爆发了激烈巷战，市中心的梅泽区成为了FSA与政府军的战场。梅泽区是很多安全部门的总部所在地，并且有很多叙利亚的高级官员和富裕阶层的住宅，以及大使馆、武装警卫和独栋别墅。被视为是大马士革最为安全的地区。当地的居民报道称在一整夜都听到了重机枪枪声和RPG的爆炸声。叙利亚国家媒体声称在战斗中有2名反对派武装和1名政府军丧生。SOHR领导人拉米·阿卜杜勒·拉赫曼说：“这场战斗是自叙利亚内乱爆发以来大马士革市内最为激烈的冲突并且是距离安全部队总部最近的一次。”他说在战斗中有18名政府军士兵负伤。
晚些时候，关于战斗的细节被透露出来。根据星期日泰晤士报报道，在战斗结束时，一名已经明确表态称愿意投奔FSA阵营的逊尼派高级军官和他的家人在反对派武装护送之下离开他的住宅。反对派武装的领导人声称有三支FSA的武装团伙在零点时分对梅泽区发动袭击以确保将军叛逃。两支有10人组成的武装团伙被安排用来确保将军的安全，而第三支规模较大的团伙对梅泽区西侧的别墅区发动袭击，那里有阿萨德总统的姐夫及国防部副部长阿塞夫·肖卡特的住宅。目击者说在这场黎明之前发动的袭击中双方使用了重机枪和RPG。一名FSA的指挥官说：“我们想向当局政府显示我们有能力在他们的老家，距离总统官邸数英里的地方发动军事行动。人们认为在大马士革没有什么事发生，但事实上局势非常紧张。”据FSA的说法，在冲突结束时，政府军派出武装直升机来解决战斗，打死了7名反对派武装分子。据报道在冲突中有包括亲政府民兵在内的80名安全部队成员丧生，200人受伤。FSA副指挥官还说在行动中政府军有两辆坦克被摧毁。
3月20日，杜马市的FSA武装释放了一名扣押的政府军将军以换回多名被政府军抓获的战俘以及在最近被安全部队打死的FSA成员的尸体。
3月21日，政府军对哈拉斯塔和Arbin进行炮击。
3月24日，在8名抗议示威者在大马士革的一次示威活动中受伤之后，大马士革地区爆发了非常激烈的冲突。活动人士报道称在大马士革农村省和大马士革市本身都可以听到爆炸声和轻武器开火的声音，而反政府抗议的示威者在大马士革附近的杜马市和Artuz地区遭到围困。SOHR报道称在杜马市有狙击手和政府军的装甲部队活动。
3月26日，在哈斯塔拉一辆政府军的巴士遭到袭击，3名政府军丧生。
3月27日，据反对派报道，叙利亚空军情报机构主席ColIyad Mando在大马士革遇袭丧生。
3月30日，FSA在大马士革抓获了一名叙利亚空军高级将领。在哈斯塔拉和Arbin，反对派武装据称向多处军队建筑物发生RPG，导致至少1名政府军丧生。

## 后续事件

### 2012年4月
4月6日，政府军进入杜马市并射杀了1名平民，之后杜马市爆发了激烈冲突。

### 停火期间（2012年4月14日至6月1日）
4月13日，叙利亚政府宣布在叙利亚全境停火，以遵守联合国安理会前秘书长科菲·安南的停火计划。但是在大马士革以及邻近的大马士革农村省，零星冲突还是时有发生。由于一些独立的反对派武装组织继续发动袭击，导致停火协议最终失效。在协议失效之后，当地爆发了“大马士革之战”。
4月18日，叙利亚政府声称在杜马市一名中校遭枪击身亡。
4月21日，据报道一名叙利亚陆军中尉在大马士革市郊遭枪击身亡。
4月25日，据反对派及当地政府报道，3名政府军军官在大马士革遭袭身亡。
4月28日，叙利亚国家媒体报道称在大马士革的一起爆炸袭击中有11名安全部队成员和平民丧生。SOHR报道称其中2名死者是平民，这也意味着剩余9名为安全部队成员。同一天，SOHR声称叙利亚政府军在大马士革地区打死10名反对派武装。这一消息是在一个叙利亚反对派武装声称上周周日，大马士革郊外和拉塔基亚有数百名政府军士兵集体叛变之后被公布的。这一消息无法被核实。
4月29日，叙利亚国家媒体报道称在大马士革郊外2名叙利亚边境卫队成员在战斗中丧生。
4月30日。根据叙利亚国家媒体的报道，Shaker Tayjon准将在大马士革郊区的一起爆炸中丧生。据报道当天一名中校在另一起爆炸中丧生。一家军医院的主管告诉天空新闻台，每天都有10到15名阵亡的政府军士兵内送往该医院，而被送往该医院救治的伤员数量也基本维持在这一水平。这些数字仅仅只是包括在大马士革以及叙利亚南部。在报道过程中就有一名阵亡的政府军士兵以及一名丢了一条腿的政府军将军被送往该医院。
5月2日，根据SOHR报道，在大马士革附近的哈斯塔拉，6名安全部队成员在与武装分子的交战中丧生。
5月3日，当天有7名政府军和1名反对派在该地区丧生。
5月9日，在大马士革市郊的Arbin地区，7名沙比哈民兵遇袭丧生，当时他们乘坐的巴士被RPG击毁。1名活动人士说在袭击之后，政府军开始动用坦克炮轰该地区。
5月13日，据报道一名陆军上校和多名军官遇袭丧生。
5月24日，据叙利亚媒体报道，1名政府军中校遭枪击身亡。在当天的战斗中据报道还有5名警官和4名工人丧生。

### 2012年6月

#### 停火协议的终结
6月1日，在政府军人员持续遭到袭击之后，政府军重新开始了他们的清缴行动。据SOHR报道，在对大马士革郊外德拉雅镇的突袭行动中有5人丧生。SOHR报道称政府军使用坦克对这一反对派武装的活动中心进行猛攻，并对该镇西半部分进行炮击。当地活动人士说这5名遇难者都是平民，并补充道遇难者中的一人是活动人士，“政府军在杀害他之后将他的遗体彻底焚毁了。”
6月2日，8名政府军士兵在大马士革郊外被FSA打死。
6月9日，大马士革居民说当天夜里发生了自内乱爆发以来在首都发生的最为严重的暴力冲突。这场冲突持续了接近12小时。
6月10日，一辆警车遭到炸弹袭击，车上3名警官丧生。当天，大约600名FSA成员同时从5个方向位于大马士革的多个政府目标和军队目标发动进攻，这次行动是叙利亚内乱爆发以来在首都地区发生的规模最大且最有组织性的袭击。有消息显示多名为叙利亚政府工作的俄罗斯人伤亡。
在6月初，据反对派活动人士说法，反对派武装袭击了一辆巴士，车上载有正前往镇压位于加本地区的抗议活动的沙比哈民兵。袭击导致20名沙比哈民兵丧生，并迫使驻扎在附近叙利亚空军情报机构的政府军使用高射炮和重型迫击炮炮轰该区域。反对派活动人士上传到YouTube的视频显示位于市内的Abbasid足球场内有政府军的卡车和士兵驻扎，这处球场已经成为政府军的沙比哈民兵用来对抗位于加本区东部的Jobar、Zamalka和Arbin区反对派武装的基地。
6月16日，据SANA报道政府军在突袭反对派武装位于杜马的藏匿窝点的时候打死3名反对派武装并逮捕大批同伙。
6月17日，叙利亚政府军再次袭击了大马士革郊区。在对杜马市的炮击中有7名平民，包括3名妇女丧生。据SOHR报道，在Saqaba有5名平民丧生，其中一些人是被刀刺杀的。由于“最近数周此类的杀戮变得越来越多”，SOHR呼吁对这些杀戮进行独立调查。在Arbin，一家三口被政府军的炮弹击中丧生。
6月18日，叙利亚政府声称在大马士革击毙了一名涉嫌参与制造汽车炸弹的男子。
6月20日，据报道在杜马和哈拉斯塔发生大范围的冲突，在冲突中有1名政府军将领和警监丧生。身亡的中将是Ghassan Khalil Abu al-Dhahab，他是在杜马市遭枪击身亡的。
6月21日，据SOHR统计，当天在杜马有30名平民被政府军打死。
6月25日，在大马士革FSA俘获了11名政府军。
6月26日，据报道反对派武装摧毁了一处位于大马士革市郊库德西亚镇（Qudsaya）入口处的政府军炮兵阵地，而冲突在库德西亚和距离大马士革市中心8公里远的阿尔哈马镇（al-Hama）爆发。政府军还突袭了Barzeh街区并引发了激烈冲突。SOHR报道称政府军在阿尔哈马屠杀了当地居民，据报道至少14人被杀。
6月27日，据叙利亚国家媒体报道，在杜马市附近，一座亲政府的媒体办公室遭到袭击，导致7人丧生，其中4人为安全机构成员，3人为记者。袭击中有13名反对派武装被击毙。
6月29日，政府军在杜马市展开军事行动。据一名活动人士报道称政府军在杜马市进行了“大屠杀”。为了攻入该市，政府军对当地进行了猛烈炮击。据报道至少有51人丧生，其中有10人在试图逃离该地区时在一处检查站被民兵截下并遭到处决。
杜马市的一名居民对新闻社说，杜马市如今已经变成了一座鬼城。由于反对派占领该市之后该市持续遭到政府军的炮击，城内原有的20万居民大部分都已经逃离了该市。他还声称他听到哈拉斯塔市遭到政府军炮击，炮击已经持续超过1周的时间。这场炮击已经破坏了大马士革居民的日常生活。安全部队在当地执行了未经正式宣布的宵禁，沙比哈民兵逮捕了那些七八点之后还在街上逗留的人。
当天政府军在杜马的镇压行动导致二十余名反对派武装丧生，政府军还逮捕了多名反对派成员。
6月30日，据报道在持续10天的军事行动过后，政府军已经重新控制了杜马市。政府军的攻势旨在恢复对大马士革周边郊区以卫星城的控制。政府军对郊区反动了频繁的攻势，但是效果不佳。这些地区在政府军撤走之后就会再次被反对派武装控制。人权组织报道称杜马市的情况很糟糕，大街上有很多遇难者的尸体。城内缺乏食物、电力和饮用水。政府军被指责破坏了杜马市内用来救治伤员的医院，并大规模逮捕反对派嫌疑人，还处决了一些反对派武装分子。
当天，叙利亚政府军声称他们夺取了三处反对派武装的武器仓库以及一处被用来进行恐怖袭击的炸药作坊。SANA和军方的消息称行动中有数十名反对派武装被击毙，还有很多人被逮捕。
当地居民报道称政府军在持续数周的炮击之后，最终成功推进到了之前被反对派武装控制的杜马市市中心，并且逐条街道搜捕反对派武裝分子。当地居民报告说大街上有不少腐烂的尸体，并且有数百名平民被政府军逮捕以调查他们是否与反对派有牵连。大部分人晚些时候被释放。
英国独立电视台记者拍摄了一段叙利亚政府为在杜马战役中战死的士兵举行的葬礼。在战斗中有42名政府军丧生，其中大部分是在政府军对当地数天炮击之后攻入该市的1天半时间丧生的。在战斗中总共有超过200人丧生，还有至少25名妇女被政府军当着家人的面强奸。美国非盈利妇女组织“妇女媒体中心”报告了一宗案例：叙利亚共和国卫队进入了1名年轻女子所住的公寓楼，并将所有居民带出公寓。共和国卫队处死了8名男性居民并粗暴的强奸了这名女子。

### 2012年7月
7月1日，据报道在一起针对反政府示威的汽车炸弹袭击中有85人丧生，这场示威活动开始于一场为一名先前被政府军打死的抗议示威者举行的葬礼。汽车炸弹袭击针对的是送葬的队列。
7月2日，英国独立电视台记者进入大马士革市郊的Arbin地区，证实Arbin以及其他多个大马士革郊区已经完全不受巴沙爾政府的控制，当地的反对派武装分子公开地在街上巡逻。
7月10日，在大马士革南部一辆政府军补给车辆被摧毁，2名政府军丧生。
7月11日，位于大马士革农村省的Zabdin镇发生激烈交火。当时FSA袭击了一处当地的导弹基地，并促使那里至少27名政府军叛变。在大马士革的Arbin、杜马、Zamalka和Kafarsoussah，冲突、突袭和炮击仍在继续。
7月12日，叙利亚政府军首次开始对大马士革市的部分区域开始炮击。政府军对Kfar Souseh一处据报道藏有FSA成员的果园进行炮击。在距离大马士革大约15公里远的Artouz新镇也发生了冲突。
7月14日至15日，据报道大马士革发生了一场大规模冲突，当时多支反对派武装对大马士革的部分街区发动了联合攻势。
7月15日，政府军被部署到大马士革市中心的部分街区以试图清除那里的反对派武装，双方发生了激烈交战。这支反对派武装稍早之前被赶出杜马市及其他大马士革的郊区后逃往了大马士革市。战斗还导致了市中心通往大马士革国际机场的道路一度被关闭。
7月16日，大马士革战役进入第二天。大马士革南部的Midan 和Tadhamon两区发生激烈交火。政府军试图包围当地的反对派武装并向该地区派出坦克和装甲车辆。反对派武装声称这场冲突是一场由他们发动的针对大马士革的突袭行动，而敘利亞政府声称这场冲突是一场长达48小时的军事行动，旨在清除该区域的所有反对派武装。有迹象显示政府军了解反对派的突袭计划，并根据相关情报进行行动。
7月17日，据报道在大马士革市中心的一条主要大街上发生枪击，而在临近的七泉广场（Sabaa Bahrat Square）及叙利亚中央银行有人使用机枪开火。当时这两个地方有多个亲政府示威活动在进行。在大马士革南部的Midan和Kfar Sousa区以及北部的Barzeh和Qabun区战斗仍在继续。
反对派武装内部对这场战斗的本质有了分歧。一名FSA指挥官声称这场“解放”大马士革的战役已经开始，而这场战斗有一个绰号“大马士革火山行动”。但是反对派武装在大马士革的发言人Tarek否认这个声明，声称这些战斗都还仅仅是小规模的冲突。他还声称FSA还没有开始发动战役，这一说法与稍早之前的一则报道相符。在报道中指出叙利亚政府军在了解到反对派武装对首都的袭击计划之后对反对派武装发动了先发制人的打击。
7月18日，巴沙尔·阿萨德政府的高官在大马士革的国家安全总部大楼里开会时发生了一起自杀式炸弹袭击，造成叙国防部长达乌德·拉吉哈与巴沙尔的姐夫、国防部副部长阿塞夫·肖卡特以及前国防部长哈桑·图尔克马尼死亡，另外还有包括内政部长穆罕默德·易卜拉欣·沙尔与国家安全局局长希沙姆·伊赫蒂亚尔在内的许多当局高官受伤。